# Ousia
Ousia (altgriechisch οὐσία ousía, auch als usía transkribiert, „Sein“, „Wesen“, wörtlich „Seiendheit“) ist ein zentraler Begriff der antiken griechischen Ontologie. Es handelt sich um ein mit dem Partizip on („seiend“) etymologisch verwandtes Substantiv.
Gängig ist die Übersetzung mit „Substanz“ (bzw. lateinisch essentia). Sie ist aber problematisch, da sie nur einen Teil des Bedeutungsspektrums von ousia wiedergibt. Generell bezieht sich der Begriff auf das Sein unter dem Gesichtspunkt von dessen Beständigkeit und auf das „Wesen“ oder die „Natur“ von etwas als den konstanten Faktor, der eine fortdauernde oder zeitunabhängige Identität begründet. Den Gegensatz zu ousia bilden wechselhafte Eigenschaften, deren Auftreten oder Wegfall die Identität ihres Trägers nicht berührt.

## Herkunft und Geschichte des Begriffs
Die Ableitung aus einer Wurzel mit der Bedeutung „sein“ gilt als sicher, die etymologische Entwicklung kann aber nur hypothetisch rekonstruiert werden. Die älteste belegte Bedeutung von ousia ist „Vermögen“, „Eigentum“. Dieser Wortgebrauch kommt schon bei Herodot und noch in der römischen Kaiserzeit vor. Insbesondere diente das Wort zur Bezeichnung von Immobilien. Am Ende des 5. Jahrhunderts v. Chr. hatte es auch die Bedeutung „Realität“ oder „wirkliche Existenz“.
In die philosophische Terminologie wurde ousia als Fachbegriff im 4. Jahrhundert v. Chr. von Platon eingeführt. Er bezeichnete damit das ontologisch Stabile, Unveränderliche und Wesentliche, wobei er an die mit Grundbesitz verbundene Vorstellung von Beständigkeit anknüpfen konnte. In diesem philosophischen Sinn drückt ousia aus, dass etwas die Eigenschaft aufweist, im Sinne eines beständigen Seins „seiend“ zu sein. Darauf bezieht sich die wörtliche Übersetzung „Seiendheit“. Da Platon nur ein wahrhaftes Sein im Sinne einer unveränderlichen Wirklichkeit meint, kann ousia auch mit „Wirklichkeit“ übersetzt werden. Zugleich bezeichnet Platon mit ousia auch das Wesen eines Dings (das, was dem Ding seine dauerhafte Identität verleiht). Je nach dem jeweiligen Zusammenhang ist Platons ousia in manchen Fällen mit „Sein“ (Seiendheit), in anderen mit „Wesen“ zu übersetzen. Daneben kommen bei ihm noch weitere Bedeutungen vor, woraus ersichtlich ist, dass der philosophische Wortgebrauch in der Anfangsphase noch nicht eindeutig fixiert war.
Auch bei Aristoteles ist eine naturgegebene Konstanz das, was die ousia ausmacht. Für ihn ist eine ousia ein einzelnes Ding, das als solches eigenständig existiert. Ermöglicht wird diese Existenz durch das Vorhandensein eines stabilen Substrats, das die konstante Identität des Dings trotz aller Veränderungen variabler Eigenschaften gewährleistet. In diesem Substrat, das dem Dasein des Einzeldings zugrunde liegt, besteht dessen ousia; das Ding als solches ist das Substrat. Daher wurde schon in der Antike ousia lateinisch mit substantia wiedergegeben, einem Substantiv, das zum Verb substare gehört, das „darunter (oder dabei, darin) vorhanden sein“, „zugrunde liegen“ bedeutet. Davon ist das deutsche Fremdwort „Substanz“ abgeleitet.
Substantia drückt zwar aus, dass etwas zugrunde liegt, umfasst aber nicht die Gesamtheit dessen, was im Griechischen mit ousia gemeint sein kann. Es handelt sich nicht um eine getreue Übersetzung, denn substantia lässt den Zusammenhang von ousia mit dem Sein nicht erkennen. Schon in der Antike wurde auch eine andere, wörtliche lateinische Übersetzung verwendet, die auf die Grundbedeutung „Seiendheit“ Bezug nimmt: essentia, abgeleitet vom Verb esse („Sein“). Das Kunstwort essentia wurde eigens zum Zweck der Wiedergabe von ousia geschaffen. Sein Schöpfer war Cicero, wie Seneca berichtet. In der Spätantike verwendeten manche Autoren (Augustinus, Calcidius) essentia noch als Synonym des gebräuchlicheren Ausdrucks substantia. Unter dem Einfluss des Aristoteles-Übersetzers Boethius bürgerte sich aber eine Unterscheidung ein, die für die Begriffsverwendung der mittelalterlichen und frühneuzeitlichen Philosophen maßgeblich wurde. Nach diesem Verständnis ist substantia die Standardübersetzung von ousia und drückt dessen Substrat-Aspekt aus; essentia hat die Bedeutung „Wesen“ („Washeit“) und steht für die charakteristische Natur eines Dings, die diesem die Definitionsmerkmale und damit ein bestimmtes Sein verleiht. Substantia bezieht sich auf das Sein, das dem Einzelding als solchem zukommt, essentia auf die Art- und Gattungsnatur, welche die Einzeldinge aufgrund ihrer Zugehörigkeit zu Arten und Gattungen aufweisen.
In moderner philosophiegeschichtlicher Literatur wird ousia meist – je nach Zusammenhang – mit „Sein“, „Wesen“ oder „Substanz“ übersetzt. Die gängige Übersetzung „Substanz“ wird aber auch als Verengung des Bedeutungsgehalts kritisiert; nachdrücklich verwirft sie der Philosoph Rudolf Boehm, der sie als unzulänglich und daher verfehlt kritisiert. Auch Wolfgang Schneider meint, dass „Substanz“ den Sinn von ousia unzulänglich wiedergibt. Er plädiert für „Seiendheit“, die schon von Martin Heidegger verwendete Übersetzung. Hermann Schmitz hält – soweit es sich um Texte des Aristoteles handelt – „Wesen“ für die beste Übersetzung, da das deutsche Wort ebenso wie das griechische sowohl als zweistelliges Prädikat als auch als einstelliges verwendet werden kann.

## Platon
Platon, der den Fachbegriff ousia in die Philosophie eingeführt hat, verbindet damit verschiedene Bedeutungsaspekte. Bezogen auf die Gesamtheit des Wirklichen ist ousia das in jedem Seienden vorhandene, allem Wirklichen gemeinsame Merkmal „Sein“, das den Wirklichkeitscharakter der seienden Dinge ausmacht. Bezogen auf den Gegensatz zwischen dem Unwandelbaren und dem Veränderlichen ist ousia das Sein des Unveränderlichen im Gegensatz zum Werden der entstehenden und vergehenden Phänomene. Bezogen auf die vergänglichen Objekte der Sinneswahrnehmung bezeichnet ousia das, was deren fortdauernde Identität im Wandel begründet: die Gesamtheit der konstanten Merkmale, aufgrund deren die Objekte definiert werden können.

### Ousiaim Bereich des Vergänglichen
Platon betrachtet das Definieren als eine zentrale Aufgabe des Philosophen. Dabei kommt es darauf an, diejenigen Merkmale, die ein Ding zu dem machen was es ist, korrekt und vollständig anzugeben, um es von allem anderen abzugrenzen. Ein Ding definieren bedeutet daher seine ousia zu bestimmen. Wer dazu in der Lage ist, hat eine richtige und umfassende Erkenntnis dieses Dings gewonnen und damit echtes Wissen darüber erlangt.
Die ousia eines Dings X ist durch die Definitionsmerkmale festgelegt, die es ermöglichen, die Frage „Was ist X?“ eindeutig und wahrheitsgemäß zu beantworten. Wenn von einem sinnlich wahrnehmbaren Objekt, das als solches immer der Veränderung unterworfen ist, die Rede ist, dann muss es sich um die konstanten Merkmale handeln, die einem bestimmten Ding, solange es als solches existiert, immer und überall zukommen und das Beständige an ihm ausmachen. Somit können sich diese Merkmale nicht auf das einzelne Sinnesobjekt hinsichtlich seiner variablen besonderen Beschaffenheit beziehen. Vielmehr müssen sie das betreffen, was der Identität des Objekts ihre Stabilität verleiht: seine Zugehörigkeit zu einer Art. Auf ein Sinnesobjekt bezogen ist ousia daher stets die ousia der Art, der es angehört.
Ein einzelnes sinnlich wahrnehmbares Ding hat somit als solches keine eigene, ihm innewohnende ousia, sondern das, was ihm ousia – sein Sein und sein Wesen – verleiht, ist seine Art. Sie ist der eigentliche Träger der gesamten ousia. Alle Beobachtungen, die der Philosoph an einzelnen Sinnesobjekten macht, dienen nur dem Zweck, anhand von Beispielen das Wesen der Arten und Gattungen, denen diese Objekte angehören, zu bestimmen. Das Ziel ist herauszufinden, wie sich die Arten und Gattungen im Rahmen einer hierarchischen Ordnung zueinander verhalten. Nur Arten und Gattungen sind definierbar. Daher sind nur sie mögliche Gegenstände wissenschaftlicher Erkenntnis.
Aus Platons Sicht ist somit das, was im Bereich der Sinneswahrnehmung real ist, nicht das, was sich den Sinnen unmittelbar darbietet – die einzelnen Sinnesobjekte –, sondern das in den Sinnesobjekten gegebene Allgemeine: die wesensbestimmenden Merkmale, die sie jeweils mit allen anderen Objekten derselben Art gemeinsam haben. Diese Merkmale existieren unabhängig vom zufälligen Fortbestand oder Untergang der einzelnen sinnlich wahrnehmbaren Dinge, in denen sie erscheinen. Das Wesen einer Art ist eine überzeitliche, keinerlei Veränderung unterworfene Gegebenheit.
Daraus ergibt sich für Platon eine hierarchische Ordnung der Ebenen, auf denen ousia vorkommt. Das artspezifische Allgemeine ist als der wahre Träger der ousia generell höherrangig als das, was die Besonderheit des Individuellen ausmacht. Von ousia als einem Sein und Wesen des Individuums kann nur insoweit gesprochen werden, als das Individuum von seiner Art seine Wesensmerkmale empfängt, auf denen sein Dasein beruht. So gesehen ist das Individuum ein Produkt seiner Art. Zwischen der Art und ihren Individuen besteht ein Teilhabeverhältnis (Methexis). Das Einzelding hat am Wesen seiner Art „Anteil“, es ist gewissermaßen an der Natur der Art „beteiligt“. Gedanklich erfassbar ist die ousia der Art nur, wenn man sich ihr als solcher zuwendet, das heißt, wenn man von allen individuellen Besonderheiten absieht und nur das Gemeinsame ins Auge fasst, die Gesamtheit der jeweils artspezifischen Merkmale.

### Ousiaim rein geistigen Bereich
Die Arten und Gattungen sind für Platon nicht mentale Konstrukte des Menschen, sondern transzendente Objekte, die später so genannten „platonischen Ideen“. Zusammen bilden sie einen der sinnlichen Wahrnehmung entzogenen, aber realen und eigenständig existierenden Bereich. Dieser ist von rein geistiger Natur („noetisch“, lateinisch „intelligibel“) und kann daher nur auf rein geistigem Weg erkannt werden. Die Ideen gelten im Platonismus als das wahre Seiende, die eigentliche Wirklichkeit, ihre ousia ist das Sein im eigentlichen Sinne. Jede Idee ist von zeitloser Vollkommenheit. Die im rein geistigen Bereich bestehende ousia ist durch ihre unveränderliche Perfektion charakterisiert. Merkmale des Vollkommenen sind Bestimmtheit und Einheitlichkeit.
Auf diesen Bereich bezogen bezeichnet ousia das wahre, eigentliche Sein im Gegensatz sowohl zum Werden als auch zum Nichtsein. Die ousia ist ewig, aber ihre Ewigkeit ist nicht unter der Bedingung von Zeit gedacht; hier geht es nicht um Fortdauer, sondern um eine zeitlose Realität. Den Begriff ousia verwendet Platon in diesem Zusammenhang sowohl für die einzelnen Ideen, von denen jede durch ihre eigene ousia – ihr Sein und Wesen – konstituiert ist, als auch für das Sein oder die Seiendheit selbst als die alles Seiende umfassende Gesamtheit.
Ein fundamentaler Unterschied zwischen der wahren ousia der Ideen und der uneigentlichen ousia der Sinnesobjekte besteht für Platon darin, dass die Ideen „an sich“ (kath’ autá) seiende Gegebenheiten sind, die unabhängig von Bezügen existieren, während die veränderlichen Dinge nur ein bezügliches Sein aufweisen, das ihnen durch ihre Beziehung zu den Ideen zukommt.
Eine vermittelnde Rolle weist Platon in seinem ontologischen Modell der Weltseele zu. Im Dialog Timaios unterscheidet er drei Arten von ousia: die unteilbare und sich immer gleichbleibende ousia der Ideen, die teilbare ousia, die dem Bereich der vergänglichen Körper zugeordnet ist, und eine durch Mischung dieser beiden Arten erzeugte dritte Art. Die gemischte ousia ist im Schöpfungsmythos des Timaios die Seinsweise der Weltseele und auch der einzelnen Seelen. Dank ihres Mischcharakters ist die Weltseele die vermittelnde Instanz zwischen der rein geistigen Ideenwelt und dem materiellen Bereich, dem Körper des Kosmos. Da sie Unteilbares und Teilbares zugleich umfasst, hat sie Zugang zu beiden Bereichen. In ihrer gemischten ousia ist aber der Aspekt der Unwandelbarkeit der vorrangige, für ihre Beschaffenheit maßgebliche. Er prägt die Natur der Weltseele und bewirkt, dass sie unsterblich und unteilbar ist und somit zum intelligiblen Bereich gehört. Analoges gilt für die Seelen der Menschen und ihr Verhältnis zu den menschlichen Körpern.
Im Spätdialog Sophistes schreibt Platon der ousia und damit den Ideen Bewegung zu. Dabei geht es um den Erkenntnisakt, der als nicht ohne Bewegung vollziehbar erscheint. Es wird postuliert, eine Bewegung der ousia sei zum faktischen Zustandekommen einer Erkenntnis erforderlich, denn etwas absolut Ruhendes sei nicht erkennbar, sondern allem Tun, also auch dem Erkenntnisprozess, prinzipiell entzogen. Dies scheint Platons These, im rein geistigen Bereich gebe es nur Unveränderliches, zu widersprechen. In der Forschung werden unterschiedliche Lösungsvorschläge diskutiert.

### Ousiaund das Gute
Eine Sonderstellung nimmt die Idee des Guten ein. Sie ist in Platons Modell allen anderen Ideen übergeordnet, das heißt, sie hat in der Hierarchie der seienden Dinge den höchsten Rang. So wie die Ideen den Sinnesobjekten deren ousia verleihen, verleiht die Idee des Guten allen anderen Ideen deren ousia. Somit ist die Idee des Guten das höchste Prinzip.
Sehr umstritten ist in der Forschung die Frage, ob für Platon die Idee des Guten zusammen mit den anderen Ideen den Bereich des wahren Seins ausmacht oder ob sie diesem Bereich übergeordnet, also „seinstranszendent“ ist. Die Forschungskontroversen drehen sich hauptsächlich um eine Stelle in Platons Auslegung seines Sonnengleichnisses, wo festgestellt wird, das Gute sei „nicht die ousia“, sondern „jenseits der ousia“ und übertreffe sie an Ursprünglichkeit und Macht. Hier kommt es darauf an, ob ousia an dieser Stelle nur im Sinne von „Wesen“ oder auch von „Sein“ gemeint ist und ob „jenseits der ousia“ im Sinne einer absoluten Transzendenz zu verstehen ist.
Eine Reihe von einflussreichen Philosophiehistorikern deuten die umstrittene Stelle im Sinne der Seinstranszendenz. Nach ihrer Interpretation unterscheidet sich die Idee des Guten von allen anderen Ideen prinzipiell dadurch, dass sie den Bereich des Seins übersteigt. Da sie die Ursache des gesamten intelligiblen Bereichs ist, kann sie ihm nicht selbst angehören, sondern muss ontologisch oberhalb von ihm verortet werden; sie ist absolut transzendent („überseiend“).
Vertreter der Gegenmeinung glauben, es handle sich nicht um ein „Übersein“, sondern nur um eine besondere Art von ousia, die sich von derjenigen der anderen Ideen unterscheide, oder es sei mit der ousia, die überstiegen wird, nur das Wesen, nicht das Sein der Ideen gemeint.

## Aristoteles
Da Platons Schüler Aristoteles die Ideenlehre verwarf, unterschied sich sein Verständnis der ousia vom platonischen. Wie Platon war auch Aristoteles der Überzeugung, dass es eine Wissenschaft nur vom Allgemeinen, nicht vom Individuellen geben kann. Im Unterschied zu Platon lehnte er es aber ab, einen realen, unabhängig von den einzelnen Sinnesobjekten existierenden Bereich des Allgemeinen anzunehmen und diesem Bereich die wahre, eigentliche ousia zuzuweisen. Während Platon nur dem Allgemeinen eine ousia im vollen Sinne beilegte und den Einzeldingen nur eine Teilhabe an der ousia ihrer jeweiligen Arten, verlegte Aristoteles umgekehrt die primäre, ursprüngliche ousia in die Einzeldinge und billigte den Arten nur eine sekundäre, abgeleitete ousia zu.
In seiner relativ früh verfassten Schrift Kategorien behandelte Aristoteles das Thema anders als in dem später entstandenen Werk Metaphysik. Dies hat in der Forschung zu intensiven Debatten über die Kohärenz der aristotelischen Lehre geführt. Ob und gegebenenfalls inwieweit der unterschiedliche Umgang des Philosophen mit dem Problem der ousia in den beiden Werken eine Meinungsänderung spiegelt, ist umstritten. Manche Philosophiehistoriker gehen von einem unlösbaren Widerspruch aus, der das Fehlen eines konsistenten Konzepts zeige. Andere setzen nur eine der beiden Theorien mit der gültigen Position des Aristoteles gleich und halten die andere für einen gescheiterten Versuch. Daneben gibt es Bemühungen, die zwei Theorien kohärent zu verbinden. Nach dem gegenwärtigen Forschungsstand ist eher an eine begrenzte Revision der ursprünglichen Position als an einen radikalen Bruch mit ihr zu denken. Ilan Moradi meint, es handle sich um eine Evolution von der „Kategorienschrift“ zur Metaphysik. Dabei habe Aristoteles seine erste Theorie nicht aufgegeben, sondern nur zwecks Anwendung in einem anderen Kontext ergänzt und erweitert.

### Ousiain denKategorien
In der „Kategorienschrift“ geht Aristoteles von der platonischen Unterscheidung zwischen dem eigenständigen Sein des Konstanten und dem nur bezüglichen Sein des Veränderlichen aus. Dabei führt er aber eine neue Vorstellung ein: Die ousia ist bei ihm ein stabiles Substrat, das dem Dasein eines Einzeldings (sýnholon) zugrunde liegt und für dessen konstante Identität sorgt. Zu diesem Substrat treten variable Eigenschaften, die Akzidenzien (symbebēkóta), hinzu. Das Akzidens gehört als Hinzukommendes nicht zur Natur des Dings, mit dem es verbunden ist; es ist faktisch, aber weder mit Notwendigkeit noch in der Regel vorhanden. Das Vorhandensein oder Fehlen der Akzidenzien ist zufällig und hat keinen Einfluss auf die Identität des Dings, da dieses mit seinem Substrat, dem „Zugrundeliegenden“ (hypokeímenon), gleichzusetzen ist. Von den Akzidenzien unterscheidet sich die ousia dadurch, dass sie kein Mehr oder Weniger zulässt, dass es zu ihr nichts Entgegengesetztes gibt und dass sie entgegengesetzte akzidentelle Bestimmungen aufnehmen kann, ohne ihre Identität einzubüßen.
Aristoteles unterscheidet zehn Kategorien. Seine Kategorieneinteilung umfasst alles, was Subjekt oder Prädikat einer Aussage sein kann, also die Gesamtheit des sprachlich Ausdrückbaren. Ousia ist die erste Kategorie; sie wird in der philosophiegeschichtlichen Literatur gewöhnlich „Kategorie der Substanz“ genannt. Unter sie fällt das Zugrundeliegende, das heißt alles, was „weder von einem Zugrundeliegenden ausgesagt wird noch in einem Zugrundeliegenden ist“. Die übrigen neun Kategorien umfassen die Akzidenzien, die einer ousia anhängen können (zum Beispiel Quantität oder Qualität). Sie werden von einer ousia ausgesagt oder sind in ihr. Als Beispiel nennt Aristoteles die Farbe an einem Körper. Der Körper ist als Zugrundeliegendes ousia, die Farbe ist Akzidens.
In der Kategorienschrift vertritt Aristoteles die Position, dass jedes sinnlich wahrnehmbare konkrete Einzelding eine ousia und als solche ein Zugrundeliegendes ist. Nur Einzelnes ist ousia im eigentlichen Sinn („die hauptsächlich und an erster Stelle und vorzüglich genannte ousia“). Als Beispiele führt er den individuellen Menschen („dieser bestimmte Mensch“) und das individuelle Pferd an. Er nennt die ousia der Einzeldinge „erste ousia“ im Gegensatz zur „zweiten ousia“, der ousia der Gattungen (beispielsweise „Lebewesen“) und Arten (beispielsweise „Mensch“ oder „Pferd“). Hinsichtlich der Annahme, Gattungen und Arten seien als ousia zu betrachten, ist Aristoteles vorsichtig; er hält sie für plausibel, aber nicht notwendig.
Die erste und die zweite ousia bilden zusammen die erste Kategorie. Zwischen ihnen bestehen aber gewichtige Unterschiede. Die erste ousia kann nie in einem Urteil als Prädikat fungieren, die zweite hingegen kann von einem Zugrundeliegenden, einer ersten ousia, ausgesagt werden („Sokrates ist ein Mensch“). Die erste ousia ist unteilbar, das heißt, eine Teilung würde das Einzelding und damit die ousia zerstören. Sie ist der Zahl nach eine Einheit. Die zweite ousia hingegen weist eine solche Unteilbarkeit nicht auf und wird von vielen Individuen ausgesagt. Die Einheit und Unteilbarkeit ist für Aristoteles wie für Platon ein Hauptmerkmal der ousia im eigentlichen Sinn. Im Gegensatz zu Platon verortet er diese aber nicht im Allgemeinen, sondern im Individuellen. Den Gattungen und Arten schreibt er eine ousia nur insofern zu, als sie Bestimmungen der konkreten Einzeldinge und mit diesen gegeben sind. Das Sein einer solchen Bestimmung ist abgeleitet, denn es ist von ihrem Substrat, der ersten ousia, abhängig und untrennbar mit ihm verbunden. Ohne die erste ousia würde nichts anderes existieren, denn ohne Individuen gäbe es keine Gattungen und Arten. Die zur zweiten ousia gehörenden Bestimmungen sind aber trotz ihrer ontologischen Nachrangigkeit nicht nebensächlich, denn sie bezeichnen das Einzelding als das was es ist, ermöglichen seine Definition und machen es dadurch identifizierbar.
Eine Gattung ist, da sie mehrere Arten umfasst, von der Einfachheit der Einzeldinge weiter entfernt als eine Art. Daher kommt den Arten in höherem Grade ousia zu als den Gattungen; sie verhalten sich zu diesen hinsichtlich der ousia wie die Einzeldinge zu den Arten.

### Ousiain derMetaphysik
In der Metaphysik übt Aristoteles Kritik an seiner eigenen Bestimmung der ousia als Zugrundeliegendes; er bezeichnet sie als unzulänglich, da sie unklar sei und dazu führe, die ousia mit der Materie (hýlē) gleichzusetzen. Im aristotelischen System ist die Materie das Zugrundeliegende der Prozesse; sie ist das, was bleibt, wenn gedanklich alles übrige weggenommen wird. Damit weist sie eines der Merkmale der ousia auf, und unter diesem Gesichtspunkt wird sie in der Metaphysik ausdrücklich als ousia bezeichnet, allerdings nur in einem sehr eingeschränkten Sinne dieses Begriffs. Da die Materie das von sich selbst her völlig Unbestimmte ist, hat ihre ousia mit derjenigen der Einzeldinge nichts zu tun, denn ein Einzelding ist immer ein bestimmtes „dieses Etwas“, und dazu trägt die Materie als das schlechthin Unbestimmte nichts bei. Somit muss die Bestimmung der ousia modifiziert werden, wenn die ousia der Einzeldinge erfasst werden soll. Daher sucht Aristoteles einen neuen Ansatz. Den Ausdruck „zweite ousia“, mit dem er in der Kategorienschrift den Arten und Gattungen den Status einer ousia zugesprochen hatte, gebraucht er nun nicht mehr.
Wie in der Kategorienschrift bestimmt Aristoteles auch in der Metaphysik die ousia als das einzige im ursprünglichen Sinn und schlechthin – also nicht aufgrund eines Bezugs zu etwas anderem – Seiende. Er begnügt sich hier aber nicht mit einem Hinweis auf das Vorhandensein der Merkmale der ousia in den Einzeldingen, sondern untersucht, was die ousia in den Einzeldingen ausmacht. Dabei geht er von seinem Grundsatz aus, dass jedes Einzelding durch zwei Prinzipien konstituiert wird: seine spezifische, ihm innewohnende Wesensform (eídos), die seine Formursache ist, und seine Materie. Eine Zurückführung der ousia der Einzeldinge auf die Materie verneint er entschieden. Er kommt zum Ergebnis, dass die ousia eines Einzeldings in dessen Wesensform besteht. Die Wesensform ist für jedes Einzelding das, als was es an sich ausgesagt wird, und somit das, was in der Definition erfasst wird und wissenschaftlicher Untersuchung zugänglich ist. Sie ist ousia im ursprünglichen Sinne, das Einzelding hingegen kann nur in einem abgeleiteten Sinne als ousia bezeichnet werden. Während das Einzelding entsteht und vergeht, ist die Wesensform eine konstante Gegebenheit; sie ist ursprünglicher als das Einzelding und damit ontologisch vorrangig. Hinzu kommt, dass Individuen der gleichen Art durch die Materie verschieden sind, während die Wesensform unteilbar und immer gleich ist. Außerdem ist die Wesensform eine unbedingte Einheit, während die Einzeldinge ein Verhältnis der Form zu deren materiellem Träger darstellen. Somit kommen die Merkmale der ousia, Einfachheit (Unzusammengesetztheit) und Unveränderlichkeit, den Wesensformen der Arten in höherem Maße zu als den Einzeldingen. In den Arten sind sie auch mehr als in den Gattungen gegeben, da eine Gattung aus mehreren Arten besteht und daher weniger Einheitlichkeit aufweist als eine Art. So erweist sich für Aristoteles die Wesensform der Art als die ousia im eigentlichen Sinne. Damit nähert er sich in der Metaphysik der platonischen Denkweise wieder etwas an. An der Ablehnung der separaten Existenz von Ideen hält er aber fest. Eine Wesensform gibt es für ihn nur im Einzelding, sie kann nur gedanklich von diesem getrennt werden; kein Allgemeines kann ousia sein. Auch mathematische Gegenstände haben keinen ousia-Charakter.
Beim Definieren ist ousia das „Was“ des Gegenstands, auf den die Definition abzielt. Eine Art wird mit der Vorgehensweise der Dihairesis (Unterteilung) definiert, indem man von einer obersten Gattung ausgehend durch ein immer weitergehendes Differenzieren eine Begriffsreihe bildet, bis man zu einem nicht weiter unterteilbaren Inhalt gelangt, der „letzten Differenz“, mit der die Definition erreicht ist. Die letzte Differenz nennt Aristoteles die ousia des Gegenstands der Definition.
Aristoteles betont den Vorrang der ousia gegenüber allem anderen; er stellt fest, dass sie nach jeder Hinsicht ein Erstes sei, sowohl dem Begriff als auch der Erkenntnis und der Zeit nach. Sie ist in seiner Lehre zugleich Erkenntnisprinzip und Konstitutionsprinzip der Einzeldinge, sowohl das in höchster Weise Seiende als auch das am meisten Erkennbare.
Eine Ausnahme von der aristotelischen Regel, wonach alles Seiende aus Materie und Wesensform zusammengesetzt ist, bildet der göttliche Geist (Nous). Er ist reine, für sich bestehende Wesensform ohne Materie, absolut unveränderlich und schlechthin einfach. Da er nicht durch Materie vervielfältigt werden kann und seine Individualität nur auf der Wesensform beruht, fallen in ihm die begriffliche Einheit der Art und die numerische des Individuums zusammen. Somit kommen nur ihm die Merkmale der ousia im höchstmöglichen Maße zu.
Da Aristoteles verschiedenartige Träger von ousia annimmt, unterscheidet er in der Metaphysik drei Arten der Seiendheit: die ousia der sinnlich wahrnehmbaren, vergänglichen Einzeldinge, wie Lebewesen oder vom Menschen hergestellte Gegenstände, die ousia der sinnlich wahrnehmbaren, aber unvergänglichen Objekte (Himmelskörper) und die ewige und unbewegte ousia des göttlichen „unbewegten Bewegers“. Als ousia eines Lebewesens bestimmt Aristoteles dessen Seele.
Inwieweit es Aristoteles in der Metaphysik gelungen ist, eine konsistente, seinen eigenen Voraussetzungen genügende ousia-Konzeption vorzulegen, ist in der Forschung umstritten. Bei den Bemühungen, diese Frage zu beantworten, konkurrieren verschiedene Deutungsansätze („prädikative“, „idealistische“ und „individualistische“ Interpretation). Ein Hauptproblem besteht darin, dass die ousia nach dem Verständnis des Aristoteles ontologisch weder allgemein noch individuell sein darf. Wenn sie allgemein ist, ist sie von der Kritik an der Ideenlehre betroffen; wenn sie individuell ist, ist sie wissenschaftlichem Zugriff prinzipiell entzogen.

## Stoiker, Peripatetiker und Epikureer
In der materialistischen Naturlehre der stoischen Philosophie gibt es kein transzendentes Sein und somit keine Urbilder im Sinne der platonischen Ideenlehre. Für die Stoiker ist die erste ousia die qualitätslose (qualitativ unbestimmte) Urmaterie als das stoffliche Substrat aller Bestimmungen und das schlechthin Einfache. Auch das Substrat der Einzeldinge nennen sie ousia. Sie ziehen aber in ihrer Kategorienlehre den Begriff „Zugrundeliegendes“ vor. Auch in der Philosophie der Schule Epikurs wird die ousia materialistisch aufgefasst; jeder einfache oder zusammengesetzte Körper gilt als eine „an sich seiende“ ousia.
In der von Aristoteles begründeten Schulrichtung der Peripatetiker verwendet der einflussreiche Denker Alexander von Aphrodisias die Bezeichnung ousia sowohl für die Wesensform als auch für die Materie und das durch diese beiden Prinzipien konstituierte Einzelding. Er weist aber nur dem körperlichen Einzelding eine eigenständige Wirklichkeit zu. Im Unterschied zu Aristoteles unterscheidet er zwischen einer körperlichen und einer unkörperlichen ousia und betrachtet die körperliche als ontologisch vorrangig.

## Neuplatonismus
Plotin, der Begründer des Neuplatonismus, greift auf Platons Bestimmung der ousia zurück und setzt sich mit dem ousia-Begriff des Aristoteles ebenso wie auch mit dem stoischen Konzept auseinander. Er stellt fest, Aristoteles habe in seiner Kategorienlehre nur den Bereich des Werdens und Vergehens berücksichtigt und den des unveränderlichen Seins vernachlässigt. Die Kategorie ousia könne wegen der prinzipiellen Verschiedenheit der geistigen und der physischen Seinsweise nicht beide umfassen. Es fehle eine Definition dieser Kategorie, die ein besonderes Merkmal des Seins angibt, das bei allen Arten von Sein gleichermaßen vorliegt. Für den geistigen Bereich gelangt Plotin zu einem Schema von fünf Kategorien, darunter die ousia im eigentlichen Sinn. Für die Sinnenwelt nimmt er ebenfalls fünf Kategorien an, darunter die ousia im uneigentlichen Sinn, die sich auf das Werdende und Vergehende bezieht.
Die ousia im eigentlichen Sinn ist für Plotin die mit dem Nous identische Gesamtheit der Ideen. Da nach der neuplatonischen Lehre der Nous alles, was dem Beobachter in der Sinneswelt getrennt begegnet, ungetrennt in sich enthält, ist er einfacher als die Vielheit der Ideen und der Einzeldinge. Deswegen und weil der Nous das nur durch sich selbst Seiende und Bestimmte ist, ist er die vollkommene ousia. Oberhalb des Nous steht in der neuplatonischen Rangordnung nur „das Eine“ (to hen), das aber nicht als seiend, sondern als überseiend aufgefasst wird und daher keine ousia aufweist.
Der spätantike Neuplatoniker Proklos erörtert die ousia in Zusammenhang mit seiner Theorie des durch sich selbst Bestehenden. Dieses allein weist für ihn eine eigenständige ousia auf. Als durch sich bestehend bestimmt Proklos das, was zu sich selbst zurückzukehren vermag. Damit nimmt er auf die triadische Struktur seiner Emanationslehre Bezug (das Bleiben der Wirkung in der Ursache, ihr Hervortreten und ihre Rückwendung). Außerdem ist im System des Proklos die ousia selbst ein Bestandteil triadischer Strukturen: der Trias ousia – Selbigkeit – Andersheit, die das Seiende strukturiert, und der Trias ousia – Leben – Nous, in der sich das Denken des Nous, seine Reflexion auf sich selbst entfaltet.
Das neuplatonische Verständnis von ousia macht sich auch in der Aristoteles-Kommentierung der spätantiken Neuplatoniker der Ammonios-Schule geltend. Sie versuchen das platonische und das aristotelische ousia-Konzept in Einklang zu bringen, indem sie den Vorrang der „ersten“ ousia (Einzeldinge), den Aristoteles in der Kategorienschrift postuliert, als Ausdruck einer nur erkenntnisbezogenen Perspektive darstellen. Nur „für uns“ erscheine es so, da die ousia der Einzeldinge zuerst erkannt wird, doch ontologisch sei die ousia der transzendenten Ideen vorrangig.

## Gnosis und Christliche Theologie
Im Schrifttum der antiken Gnostiker war ousia ein gängiger Begriff. Insbesondere in der valentinianischen Gnosis war viel von ousia die Rede. Gnostische Autoren verstanden unter ousia einen zugrunde liegenden, passiven Stoff, der Formen aufnimmt. Sie unterschieden zwischen einer geistigen, einer seelischen und einer materiellen Welt und schrieben jedem der drei Bereiche eine eigene ousia zu. Jede ousia ist in ihrem Bereich das Substrat für dessen Entitäten. Im Menschen sind alle drei Arten von ousia vorhanden.
Bei den Kirchenvätern ist der Begriff ousia ab dem 2. Jahrhundert bezeugt. Sie verwendeten ihn im Rahmen ihrer intensiven Polemik gegen die Gnostiker. Hippolyt von Rom und Clemens von Alexandria, die sich mit Aristoteles’ Kategorienschrift auseinandersetzten, stießen dort auf das aristotelische ousia-Konzept. Hippolyt lehnte die Kategorienlehre ab, Clemens griff sie auf und verwertete sie für seine theologischen Zwecke. Clemens war der erste Kirchenschriftsteller, der den christlichen Gott als eine ousia im Sinne von Aristoteles’ Begriffsverwendung bezeichnete. Diese ousia grenzte er von Eigenschaften Gottes wie Allmacht, Güte und Weisheit ab, denn er betrachtete diese Eigenschaften als Akzidenzien. Er war der Meinung, die göttliche ousia sei dem Christen schon während des irdischen Lebens zugänglich.
In den antiken theologischen Auseinandersetzungen um die Trinitätslehre machte ousia einen Bedeutungswandel durch. Bis in die zweite Hälfte des 4. Jahrhunderts war in diesem Zusammenhang ousia gleichbedeutend mit hypostasis (Hypostase, „Seinsweise“). So schrieb im 3. Jahrhundert der Kirchenschriftsteller Origenes Gottvater, Christus und dem Heiligen Geist eine je eigene ousia oder Hypostase zu. Im Gegensatz zu Origenes betonten die Teilnehmer des Konzils von Nicäa im Jahr 325 die göttliche Einheit, die sich darin zeige, dass es nur eine einzige ousia der Trinität gebe. Dabei unterschieden sie aber ebenso wie der ältere theologische Begriffsgebrauch nicht zwischen ousia und hypostasis, sondern verwendeten diese Ausdrücke synonym. Sie legten in ihrem Glaubensbekenntnis fest, Christus sei „aus der ousia des Vaters“ gezeugt, und verkündeten das Anathema über die, die sagen, der Sohn Gottes sei „aus einer anderen hypostasis oder ousia“ als der des Vaters. In der zweiten Hälfte des 4. Jahrhunderts kam es jedoch zu einer terminologischen Wende: Die Kirchenväter Basileios der Große und Gregor von Nazianz legten Wert auf eine Unterscheidung der beiden Begriffe. Sie verstanden unter ousia das Gemeinsame, die allgemeine Wesenheit, unter hypostasis das Individuelle und Besondere. Bezogen auf die drei Elemente der Trinität bedeutete das die Annahme einer einzigen ousia, aber dreier Hypostasen. Im Westen kannte und akzeptierte der Gelehrte Marius Victorinus diese Unterscheidung. Anderer Meinung war der Kirchenvater Hieronymus; er hielt nachdrücklich an der Gleichsetzung von ousia und hypostasis fest. Im frühen 5. Jahrhundert war aber in der griechischen Terminologie die neue Begriffsverwendung schon gängig; fortan galt der Grundsatz, dass in der einen ousia der Gottheit drei wesensgleiche Hypostasen seien.